# Arç negre
L'arç negre o arn negre (Lycium barbarum) és una planta amb flor de la família de les solanàcies.
L'arç negre és originari de l'Europa meridional i d'Àsia. La planta en català rep els noms d'arç negre, arcer, arç de tanques i cambronera. És un arbust d'entre 80 cm i 3 m d'alçada amb moltes branques. Les tiges són moderadament espinoses. El fruit és una baia menuda de color roig. Aquest arbust és una de les dues espècies que produeixen les baies que actualment es comercialitzen com a goji.